# Смерть супергероя
«Смерть супергероя» (англ. Death of a Superhero) — англоязычная кинодрама 2011 года, основанная на одноименном романе новозеландского писателя Энтони МакКартена. Премьера фильма состоялась на кинофестивале в Торонто 10 сентября 2011 года, на Дублинском международном кинофестивале — 26 февраля 2011 года, в России — 5 апреля 2012 года.
Энтони МакКартен планировал экранизировать своё произведение в 2008 году, однако в итоге фильм был снят Йеном Фитцгиббоном в 2010 году в Ирландии. Главную роль исполнил Томас Сангстер.

## Сюжет
Подросток Дональд Кларк болеет раком, его родителей больше всего беспокоит то, что парень не хочет бороться с болезнью. Дональд имеет способности к рисованию комиксов — он создал историю о молчаливом супергерое, спасающем мир, и его враге — суперзлодее с большим шприцем. Фильм заканчивается тем, что близкие Дональду люди начинают по иному смотреть на жизнь.

## В главных ролях
| Актёр             | Роль                         |
| ----------------- | ---------------------------- |
| Томас Сангстер    | Дональд Кларк                |
| Майкл Макэлхаттон | Джеймс Кларк (отец мальчика) |
| Шэрон Хорган      | Рената Кларк (мать Дональда) |
| Энди Серкис       | Эдриан Кинг (танатолог)      |
| Эшлин Лофтус      | Шелли                        |